# Ρ
La ro o rho és la dissetena lletra de l'alfabet grec. S'escriu Ρ en majúscula i ρ (o ϱ) en minúscula. Té un valor numèric de 100. La lletra ro s'utilitza habitualment en els següents contextos:
- Física i química: en minúscula, símbol de la densitat.
- Expressa el coeficient de correlació en estadística
- Es refereix a la resistivitat d'un material en electricitat

A les fonts epigràfiques arcaiques apareixen les següents variants: